# 霍桑大桥
霍桑大桥（英語：Hawthorne Bridge）是俄勒冈州波特兰市的一座跨越威拉米特河的桁架升降桥，也是美国最古老的垂直升降桥 和波特兰最古老的公路桥，于2012年列入國家史蹟名錄。